# Rock ’n’ Roll High School (singel)
Rock ’n’ Roll High School – singel zespołu Ramones promujący film Rock ’n’ Roll High School, wydany w 1979 przez wytwórnię Sire Records.

## Lista utworów
1. „Rock ’n’ Roll High School” (Ramones) – 2:20
2. „Do You Wanna Dance?” (Bobby Freeman) – 1:52

## Skład
- Joey Ramone – wokal
- Johnny Ramone – gitara, wokal
- Dee Dee Ramone – gitara basowa, wokal
- Marky Ramone – perkusja